# Ана Ботелья
Ана Марія Ботелья Серрано (ісп. Ana María Botella Serrano; нар. 23 липня 1954, Мадрид) — іспанська держслужбовиця, політик та юристка, член Народної партії. Алькальдеса Мадрида у 2011—2015 роках.

## Біографія
Ана Ботелья — дипломована юристка, закінчила Університет Комплутенсе. З 2007 року Ботелья входила міської ради Мадрида і займалася питаннями екології і транспорту. 27 грудня 2011 більшістю голосів фракції Народної партії у міській раді вона була обрана мером іспанської столиці, ставши першою жінкою, що зайняла цю посаду. Вона змінила на посаді мера Мадрида Альберто Руїса-Гальярдона, призначеного міністром юстиції в уряді Маріано Рахоя.
Ана Ботелья з 1977 року одружена з екс-прем'єр-міністром Іспанії Хосе Марією Аснаром, у них троє дітей: Хосе Марія, Ана та Алонсо. Донька Ана 5 вересня 2002 одружилася з бізнесменом Алехандро Агага в королівському палаці Ель Ескоріал. Народила чотирьох дітей.

## Заяви
Як і чоловік, Ботелья галежить до консервативного крила у своїй партії. Вона критикувала рішення соціалістів про легалізацію одностатевих шлюбів, чим заслужила в пресі прізвисько «королеви яблук і груш», оскільки, на її думку «яблуко і груша не можуть бути двома яблуками».
7 вересня 2013 Ана Ботелья виступила перед членами МОК, представивши заявку Мадрида на Олімпійські ігри 2020. Ботелья говорила англійською з сильним акцентом, час від часу вставляючи іспанські слова. Виступ швидко став інтернет-мемом.